# Flytande växelkurs
Flytande växelkurs även kallad rörlig växelkurs, innebär att priset på en valuta i en annan valuta bestäms på finansmarknaden av utbud och efterfrågan, utan statens inblandning. Motsatsen till flytande växelkurs är fast växelkurs. För små länder kan moderata valutaflöden orsaka stora förändringa i valutakurserna, vilket kan försvåra planering av import, export, inlåning och utlåning. Därför väljer vissa länder med mindre ekonomier fasta växelkurser istället för flytande växelkurser. Länder med större ekonomier kräver mycket större valutaflöden för att ha en märkbar påverkan på växelkursen, vilket innebär att problemet är mer sällsynt. Flytande växelkurser kan användas om centralbanken saknar de nödvändiga valutareserver som krävs för att upprätthålla fasta växelkurser genom stödköp eller försäljning. Flytande växelkurser kan bidra till ökad möjlighet för att driva en självständig ekonomist politik då den inte kräver några penningpolitiska eller finanspolitiska interventioner.